# Phthonandria brunnearia
Phthonandria brunnearia är en fjärilsart som beskrevs av Herz 1905. Phthonandria brunnearia ingår i släktet Phthonandria och familjen mätare. Inga underarter finns listade i Catalogue of Life.